# Botrytis fabae
Espèce
Botrytis fabae est une espèce de champignon ascomycètes de la famille des Sclerotiniaceae, à répartition quasi-cosmopolite.
C'est l'un des agents responsables de la maladie des taches chocolat, maladie cryptogamique qui affecte les cultures de fèves et féveroles. Cette espèce a été décrite en 1929 par le microbiologiste espagnol, Juan Rodríguez Sardiña.
Les fèves et féveroles (Vicia faba) sont l'hôte principal de ce champignon, mais d'autres espèces de légumineuses sont aussi affectées : Glycine max (soja), Lens culinaris subsp. culinaris (lentille), Phaseolus vulgaris (haricot) et Pisum sativum (pois).